# Resident Evil Zero
Resident Evil Zero (с англ. — «Обитель зла 0», в Японии известна как Biohazard 0) — видеоигра жанра survival horror, приквел основной серии Resident Evil, разработанная и выпущенная компанией Capcom. Сюжетно является приквелом (предысторией) первой игры 1996 года и её ремейка 2002 года.
Впервые Resident Evil Zero была выпущена в ноябре 2002 года для приставки Nintendo GameCube. В 2008, 2009 и 2010 годах игра была портирована на Nintendo Wii. В январе 2016 года игра вышла для Microsoft Windows, PlayStation 3, PlayStation 4, Xbox 360 и Xbox One в виде HD-издания под названием Resident Evil Zero HD Remaster, а в мае 2019 года — для Nintendo Switch.

## Игровой процесс
Главная особенность Resident Evil Zero — нововведение под названием «partner zapping» — позволяющее не выбирать, как это было прежде, одного главного персонажа и проходить им всю игру, а контролировать обоих персонажей в течение всей игры, в любой момент переключая управление с одного персонажа на другого.
Оба персонажа могут двигаться вместе, при этом ведомым будет управлять компьютер; либо они могут разделиться, чтобы в одно и то же время обыскать разные локации. В случае опасности оставленный персонаж зовёт на помощь по рации. В игре встречается несколько головоломок, успешное разрешение которых возможно лишь при таком способе управления; также есть ряд локаций, в которые может попасть только один персонаж. Каждый из персонажей имеет свои особенности: Ребекка — медик, и способна готовить лекарственные препараты из найденных трав. Кроме того, она может проникать в труднодоступные места, однако, обладает меньшим запасом здоровья. Билли может переносить тяжёлые предметы, имеет в арсенале зажигалку, обладает большим, чем Ребекка, здоровьем, но не способен смешивать травы.
Также в игре отсутствуют ящики для хранения предметов — теперь игрок может в любом месте выбросить что-либо из своего инвентаря чтобы освободить место для вновь приобретаемого предмета. В дальнейшем выброшенный предмет можно снова подобрать.

## Сюжет
23 июля 1998 года, команда «Браво» спецотряда «S.T.A.R.S.» (Special Tactics And Rescue Service — Спецотряд по Тактическим и Спасательным Операциям) направлена для расследования серии жутких и загадочных убийств, произошедших в Арклейских горах — пригороде Раккун-сити. По пути к месту расследования, у вертолёта, в котором летела команда полицейских, отказывает двигатель, и он падает в лес. К счастью, в крушении никто не пострадал. Продолжив движение пешком, команда натыкается на перевёрнутый внедорожник военной полиции, в котором обнаруживаются трупы двух офицеров со странными следами на телах. Согласно найденным документам, машина перевозила преступника, бывшего военного, виновного в убийствах, к месту казни. Далее команда решает разделиться, чтобы расширить район поисков. Фельдшер группы, Ребекка Чемберс набредает на остановившийся посреди леса поезд…
Ребекка обнаруживает, что остановившийся экспресс кишит заражёнными людьми — зомби. Пережив первый кошмар от встречи с ними, она находит выжившего человека — парня по имени Билли Коэн, бывшего морского пехотинца, которого перевозила найденная в лесу машина. Теперь Ребекка и Билли становятся одной командой и следуют дальше вместе, защищаясь от атакующих монстров: зомби, мутировавших собак, пиявок и огромного мутанта-скорпиона. Внезапно поезд начинает движение и набирает опасную скорость. Ребекка и Билли используют стоп-кран и покидают состав. Перед ними предстаёт заброшенный тренировочный комплекс.
Двое персонажей обходят комплекс, отражая атаки зомби и существ, появившихся в ходе экспериментов корпорации «Umbrella»: гигантских насекомых, пауков-мутантов, приматов и все тех же пиявок. В ходе прохождения Коэн рассказывает о своём прошлом. Его отряд против собственной воли был отправлен на уничтожение ни в чём неповинных гражданских лиц в африканской деревушке в охваченной гражданской войной стране.
Вскоре стало известно, что приказ уничтожить гражданских основывался на ложной информации, а значит, являлся преступным.
Затем Ребекка и Билли узнают, что бывший хозяин комплекса, Джеймс Маркус, при участии Озвелла Е. Спенсера и Эдварда Эшфорда сделали фундаментальное открытие — вирус-прародитель. Смешав открытый ими вирус с вирусом Эбола, они получили агент, способный вызывать немедленную мутацию заражённого организма. Единственным серьёзным недостатком вируса была крайне высокая светочувствительность, губительная для него. Изначально Эшфорд хотел применять открытый ими вирус в медицине, используя его мощные регенеративные свойства, но после его смерти Спенсер и Маркус принялись изучать возможности применения вируса в качестве биологического оружия. Скомбинировав вирус с ДНК пиявки, они получили Т-вирус, превращавший заражённых в зомби.
Выбравшись из здания и одолев во дворе гигантскую летучую мышь, Ребекка и Билли находят подземную лабораторию Маркуса. Там они узнают новую информацию о создании Т-вируса и обнаруживают, что Маркус продолжал свои эксперименты даже после своей официальной пропажи. В подземелье Билли Коэн подвергается атаке заражённого Т-вирусом примата и пропадает в канализационный системе. Ребекка отправляется на его поиски и попадает в подземный исследовательский комплекс корпорации «Umbrella». Там она встречает другого члена команды «Браво» — командира Энрико Марини, который сообщает, что остальные бойцы отряда сейчас находятся в неком особняке, ранее принадлежавшем Озвелу Спенсеру. Однако пути Энрико и Ребекки расходятся, так как Ребекка решает сначала найти Билли. Расставшись с Энрико, она сражается с освободившимся Тираном Т-001 (самой первой экспериментальной моделью проекта «Тиран»). Затем, спустившись в очистные сооружения, использовавшиеся для уничтожения биологических отходов, находит там пропавшего Билли.
Воссоединившись, герои двигаются к выходу. По пути они встречают Маркуса. Он рассказывает им, что ни Альберт Вескер, ни Уильям Биркин не имеют никакого отношения к вырвавшемуся на свободу вирусу, который погубил железнодорожный экспресс и особняк в горах. Вся вина лежит на нём, Маркусе, работавшем на корпорацию «Umbrella» до того момента, пока десять лет назад его бывшие ученики Альберт Вескер и Уильям Биркин не убили его по приказу руководителя корпорации Спенсера, который стал видеть конкурента в Маркусе. Умирая, Маркус внедрил в своё тело заражённую Королевскую пиявку, что позволило ему «воскреснуть» и сохранить память о своей прежней жизни. Теперь Маркус превратился в массу пиявок, которая принялась преследовать героев.
В это время Уильям Биркин и Альберт Вескер, по-прежнему работавшие на «Umbrella», также решают действовать. Вескер отправляется в особняк Спенсера, а Биркин активирует механизм уничтожения тренировочного комплекса.
Ребекка и Билли вступают в финальное сражение с мутировавшей формой Маркуса — Королевской Пиявкой. Одолеть монстра им помог яркий свет только что взошедшего солнца, чьи лучи упали через открытый сдвижной потолок лаборатории. Ребекка бросает Билли револьвер, а последний окончательно убивает Королевскую Пиявку.
Комплекс взрывается, Ребекка и Билли выбегают на вершину скалы, откуда открывается вид на особняк Спенсера, в котором произойдут события первой игры и её ремейка. Герои отдают друг другу воинскую честь. Ребекка заявляет, что отныне Билли Коэн официально числится погибшим. Каждый идёт своей дорогой, Ребекка — по направлению к особняку, в надежде узнать о судьбе членов команды «Браво». Но это уже события первой игры Resident Evil.

## Разработка
Впервые о Resident Evil Zero было объявлено на выставке Tokyo Game Show в 2000 году. Первоначально планировалось выпустить игру для Nintendo 64, поскольку среди разработчиков считалось, что система переключения управления персонажами «partner zapping» и особенность, при которой предметы в игре могли сбрасываться в любой локации, более пригодна для игровой консоли, использующей в качестве носителя информации картридж (а таковой являлась N64), нежели использующие оптический диск (PlayStation и Dreamcast), поскольку для реализации нововведений в геймплее требовалось огромное число загрузок с носителя в память. Однако, пятое поколение игровых приставок начинало устаревать на тот момент, поэтому разработку игры перенесли на следующую консоль Nintendo — GameCube. Поскольку эта консоль использовала оптический диск, программистам пришлось применить все свои старания, чтобы снизить число загрузок.
В отличие от ранее выпущенных игр серии, где Capcom, как правило, меняла многое в сценариях игр во время их производства, в Resident Evil Zero сценарий и установки практически не претерпели никаких изменений в процессе производства. Одним из немногих изменений стало то, что в первоначальной версии Ребекка носила на голове красную бандану, а в той, что вышла в итоге на GameCube, на Ребекку надет берет. Таким образом, Ребекка обрела такой же внешний вид, какой она имеет в ремейке Resident Evil, незадолго до этого вышедший на GameCube.

## Отзывы
| Сводный рейтинг | Сводный рейтинг | Сводный рейтинг | Сводный рейтинг | Сводный рейтинг |
| Издание         | Оценка          | Оценка          | Оценка          | Оценка          |
| Издание         | GC              | PC              | PS4             | Xbox One        |
| --------------- | --------------- | --------------- | --------------- | --------------- |
| GameRankings    | 84,18 %         | 63,21 %         | 70,20 %         | 71,96 %         |

Игра была хорошо воспринята критиками и разошлась по миру тиражом в 1,25 млн копий. 
Летом 2018 года, благодаря уязвимости в защите Steam Web API, стало известно, что точное количество пользователей сервиса Steam, которые играли в Resident Evil Zero HD Remaster хотя бы один раз, составляет 199 427 человек.

## Переиздания

### Resident Evil Archives: Resident Evil Zero
Версия для следующей консоли — Wii вышла в Японии 10 июля 2008 года под названием Resident Evil Archives: Resident Evil Zero. Игра представляла собой прямой порт с добавленной поддержкой для Wii Remote и Нунчак (без указателя направления), а также «классического» геймпада. В Северной Америке игра вышла 1 декабря 2009.

### Resident Evil Zero HD Remaster
19 января 2016 года — дата выхода Resident Evil Zero HD Remaster для PlayStation 3, Xbox 360, PlayStation 4, Xbox One, Windows. В обновленной версии сохранены сюжет и игровой процесс оригинальной игры, дополненные HD-графикой, звуком в формате 5.1, возможностью выбора улучшенных элементов управления и поддержкой широкоформатных телевизоров. Также добавлены новые костюмы и особый режим Wesker Mode, в котором вместо Билли нужно играть Альбертом Вескером.